# Camille Cabral
Camille Cabral (Barra de São Miguel, 31 de maio de 1944) é uma militante, médica dermatologista e política transexual franco-brasileira. Foi a primeira transexual eleita da história da República Francesa (vereadora do 17º arrondissement de Paris pelo Partido Verde). Camille é também fundadora do PASTT - Prévention Action Santé Travail pour les Transgenres (Prevenção, Ação, Saúde e Trabalho para os Transgêneros).

## Carreira

### Medicina
Nos anos 70, Camille Cabral passou no vestibular para Ciências Médicas, que cursou em uma faculdade privada de Recife, Pernambuco. Com o diploma na mão, foi para São Paulo fazer estágio no Hospital das Clínicas. Na capital paulista, ela decidiu pela primeira vez vestir-se publicamente de mulher, após seus expedientes como médico.
Em 1980, resolveu ir para a França, onde foi fazer um estágio em dermatologia, no que acabou se especializando. Trabalhava no Hôpital Saint-Louis, de Paris, e já não escondia o jeito feminino. Nessa época uns a chamavam de monsieur, outros de madame, segundo certa vez chegou a revelar em entrevista. Radicada na França e com dupla cidadania, Camille ficou um longo tempo sem ver sua família. Quando voltava para visitá-los no Brasil, desembarcava em São Paulo como mulher, mas no Nordeste como homem. Seus pais jamais a viram de tailleur.

### Política e militância
Camille Cabral foi a primeira transexual eleita da história da República Francesa (vereadora do 17º arrondissement de Paris pelo Partido Verde de 2001 a 2005). Ela é também fundadora do PASTT – Prévention, Action, Santé et Travail pour les Transgenres (Prevenção, Ação, Saúde e Trabalho para os Transgêneros).
identidade de gênero não está ligada à mudança de sexo. Nosso fenômeno não é genital, mas de sensibilidade, de atitude. Não existe nenhum parâmetro que exija que nós tenhamos de fazer operações genitais para podermos ter nossos direitos reconhecidos. Por isso prefiro usar o neologismo transgênera e não a palavra transexual. Eu sou uma mulher transgênera!— em entrevista à Folha de S.Paulo, em 2012.

## Vida pessoal
Nascida em uma fazenda no distrito de Barra de São Miguel, então distrito de Cabaceiras, sertão paraibano do Cariri, e segunda de uma família de oito irmãos, Camille Cabral desde pequena adorava quando seu pai a levava para assistir a filmes italianos em Campina Grande, o mais próximo grande centro urbano de sua cidadezinha natal.
Na França desde a década de 80, a médica se casou duas vezes: na primeira, de papel passado e com divórcio no final; na segunda ficou viúva do marido. O prenome Camille ela escolheu quando adotou a nacionalidade francesa, na década de 1990. «Queria um nome muito francês, mas refinado», chegou a declarar em entrevista. O sobrenome Cabral é o mesmo de batismo e de sua família paraibana, formada por fazendeiros e políticos. Seus parentes foram ou são vereadores, prefeitos e presidentes de organismos regionais. 
Um de seus irmãos foi assessor do governador eleito da Paraíba, Cássio Cunha Lima.